# Manis culionensis
Manis culionensis (панґолін філіппінський) — вид панголінів, ендемік Філіппін.
Раніше часто вважався підвидом Manis javanica. Самостійність виду була підтримана Файлером (Feiler A., 1998), а згодом підкріплена вивченням дискретних морфологічних ознак (Gaubert, P. and Antunes, A. 2005). Відрізняється меншою лускою, більшою відносною довжиною хвоста й деякими ознаками кісток черепу.
Живе на острові Палаван і кількох сусідніх островах. Трапляється в низинних первинних і вторинних лісах, мозаїках луків і вторинної деревної рослинності, мозаїці із земель сільськогосподарського призначення і чагарникових районів поруч із вторинними лісами. Як і інші панґоліни, харчується термітами і мурахами.

## Загрози та охорона
Вид перебуває під загрозою вимирання: його чисельність зменшується через полювання та вирубку лісів. Знищують панголінів заради м'яса, а також з метою отримання шкіри і луски, які використовуються для лікування астми. Вид описується місцевими жителями як досить поширений, але такий, що знаходиться під помірним тиском полювання. У провінції Палаван знаходиться під повним захистом.

## Виноски
1. ↑  Станіславівський Натураліст. Архів оригіналу за 5 грудня 2013. Процитовано 5 липня 2011.
2. 1 2  Gaubert, P. and Antunes, A. (2005). Assessing the taxonomic status of the Palawan pangolin Manis culionensis (Pholidota) using discrete morphological characters. Journal of Mammalogy. 86 (6): 1068—1074. doi:10.1644/1545-1542(2005)86[1068:ATTSOT]2.0.CO;2.
3. 1 2  Manis culionensis: інформація на сайті МСОП (англ.)  28.07.2017